# Dioscorea minima
Dioscorea minima är en enhjärtbladig växtart som beskrevs av Charles Budd Robinson och Henry Eliason Seaton. Dioscorea minima ingår i släktet Dioscorea och familjen Dioscoreaceae. Inga underarter finns listade i Catalogue of Life.